# Puchar Świata w skokach narciarskich 1998/1999
Puchar Świata w skokach narciarskich 1998/1999 – 20. edycja Pucharu Świata mężczyzn w skokach narciarskich, która rozpoczęła się 28 listopada 1998 w Lillehammer, a zakończyła 21 marca 1999 w Planicy.
Zdobywcą Kryształowej Kuli został Niemiec Martin Schmitt.
W porównaniu do pierwotnego kalendarza doszło do następujących zmian: konkursy w Oberhofie i Lahti zostały zakończone po pierwszej serii z powodu silnego wiatru, a konkursy na mamuciej skoczni w Harrachovie zostały odwołane z powodu uszkodzenia skoczni przez wichurę – pierwszy z nich przeniesiono na dużą skocznię, a drugi zastąpiono konkursem dodatkowym w Planicy (19 marca).

## Kalendarz i wyniki
| Lp                                                  | Data                                                | Miejscowość                                         | Skocznia                                                              | K                                                                     | Uwagi                                                                 | 1. miejsce                                                                           | 2. miejsce                                                                                      | 3. miejsce                                                                   |
| --------------------------------------------------- | --------------------------------------------------- | --------------------------------------------------- | --------------------------------------------------------------------- | --------------------------------------------------------------------- | --------------------------------------------------------------------- | ------------------------------------------------------------------------------------ | ----------------------------------------------------------------------------------------------- | ---------------------------------------------------------------------------- |
| 1.                                                  | 28 listopada 1998                                   | Lillehammer                                         | Lysgårdsbakken                                                        | K120                                                                  | nocny                                                                 | Martin Schmitt                                                                       | Janne Ahonen                                                                                    | Sven Hannawald                                                               |
| 2.                                                  | 29 listopada 1998                                   | Lillehammer                                         | Lysgårdsbakken                                                        | K120                                                                  | nocny                                                                 | Martin Schmitt                                                                       | Janne Ahonen                                                                                    | Kazuyoshi Funaki                                                             |
| 3.                                                  | 5 grudnia 1998                                      | Chamonix                                            | Tremplin aux Bossons                                                  | K95                                                                   | -                                                                     | Martin Schmitt                                                                       | Janne Ahonen                                                                                    | Kazuyoshi Funaki                                                             |
| 4.                                                  | 6 grudnia 1998                                      | Chamonix                                            | Tremplin aux Bossons                                                  | K95                                                                   | -                                                                     | Janne Ahonen                                                                         | Kazuyoshi Funaki                                                                                | Martin Schmitt                                                               |
| 5.                                                  | 8 grudnia 1998                                      | Predazzo                                            | Trampolino Dal Ben                                                    | K120                                                                  | nocny                                                                 | Martin Schmitt                                                                       | Kazuyoshi Funaki                                                                                | Noriaki Kasai                                                                |
| 6.                                                  | 12 grudnia 1998                                     | Oberhof                                             | Hans-Renner-Schanze                                                   | K120                                                                  | [ a ]                                                                 | Andreas Widhölzl                                                                     | Martin Schmitt                                                                                  | Sven Hannawald                                                               |
| 7.                                                  | 19 grudnia 1998                                     | Harrachov                                           | Čerťák                                                                | K120                                                                  | -                                                                     | Janne Ahonen                                                                         | Ronny Hornschuh                                                                                 | Kazuyoshi Funaki                                                             |
| 8.                                                  | 20 grudnia 1998                                     | Harrachov                                           | Čerťák                                                                | K120                                                                  | -                                                                     | Janne Ahonen                                                                         | Noriaki Kasai                                                                                   | Andreas Widhölzl                                                             |
| 9.                                                  | 30 grudnia 1998                                     | Oberstdorf                                          | Schattenbergschanze                                                   | K115                                                                  | TCS                                                                   | Martin Schmitt                                                                       | Andreas Goldberger                                                                              | Noriaki Kasai                                                                |
| 10.                                                 | 1 stycznia 1999                                     | Garmisch-Partenkirchen                              | Große Olympiaschanze                                                  | K115                                                                  | TCS                                                                   | Martin Schmitt                                                                       | Janne Ahonen                                                                                    | Noriaki Kasai                                                                |
| 11.                                                 | 3 stycznia 1999                                     | Innsbruck                                           | Bergisel                                                              | K110                                                                  | TCS                                                                   | Noriaki Kasai                                                                        | Janne Ahonen                                                                                    | Hideharu Miyahira                                                            |
| 12.                                                 | 6 stycznia 1999                                     | Bischofshofen                                       | im. Paula Ausserleitnera                                              | K120                                                                  | TCS                                                                   | Andreas Widhölzl                                                                     | Janne Ahonen                                                                                    | Hideharu Miyahira                                                            |
| 47. Turniej Czterech Skoczni – klasyfikacja końcowa | 47. Turniej Czterech Skoczni – klasyfikacja końcowa | 47. Turniej Czterech Skoczni – klasyfikacja końcowa | 47. Turniej Czterech Skoczni – klasyfikacja końcowa                   | 47. Turniej Czterech Skoczni – klasyfikacja końcowa                   | 47. Turniej Czterech Skoczni – klasyfikacja końcowa                   | Janne Ahonen                                                                         | Noriaki Kasai                                                                                   | Hideharu Miyahira                                                            |
| 13.                                                 | 9 stycznia 1999                                     | Engelberg                                           | Gross-Titlis-Schanze                                                  | K120                                                                  | -                                                                     | Janne Ahonen                                                                         | Kazuyoshi Funaki                                                                                | Noriaki Kasai Martin Schmitt                                                 |
| 14.                                                 | 10 stycznia 1999                                    | Engelberg                                           | Gross-Titlis-Schanze                                                  | K120                                                                  | -                                                                     | Kazuyoshi Funaki                                                                     | Andreas Widhölzl                                                                                | Noriaki Kasai                                                                |
| 15.                                                 | 16 stycznia 1999                                    | Zakopane                                            | Wielka Krokiew                                                        | K116                                                                  | -                                                                     | Stefan Horngacher                                                                    | Janne Ahonen                                                                                    | Tommy Ingebrigtsen                                                           |
| 16.                                                 | 17 stycznia 1999                                    | Zakopane                                            | Wielka Krokiew                                                        | K116                                                                  | -                                                                     | Janne Ahonen                                                                         | Kazuyoshi Funaki                                                                                | Stefan Horngacher                                                            |
| 17.                                                 | 23 stycznia 1999                                    | Sapporo                                             | Ōkurayama                                                             | K120                                                                  | -                                                                     | Martin Schmitt                                                                       | Hideharu Miyahira                                                                               | Dieter Thoma                                                                 |
| 18.                                                 | 24 stycznia 1999                                    | Sapporo                                             | Ōkurayama                                                             | K120                                                                  | -                                                                     | Kazuyoshi Funaki                                                                     | Martin Schmitt                                                                                  | Hideharu Miyahira                                                            |
| 19.                                                 | 29 stycznia 1999                                    | Willingen                                           | Mühlenkopfschanze                                                     | K120                                                                  | -                                                                     | Noriaki Kasai                                                                        | Martin Schmitt                                                                                  | Kazuyoshi Funaki                                                             |
| 20.                                                 | 30 stycznia 1999                                    | Willingen                                           | Mühlenkopfschanze                                                     | K120                                                                  | druż.                                                                 | Japonia 1. Kazuya Yoshioka 2. Hideharu Miyahira 3. Noriaki Kasai 4. Kazuyoshi Funaki | Austria 1. Reinhard Schwarzenberger 2. Wolfgang Loitzl 3. Stefan Horngacher 4. Andreas Widhölzl | Niemcy 1. Sven Hannawald 2. Hansjörg Jäkle 3. Dieter Thoma 4. Martin Schmitt |
| 21.                                                 | 31 stycznia 1999                                    | Willingen                                           | Mühlenkopfschanze                                                     | K120                                                                  | -                                                                     | Noriaki Kasai                                                                        | Andreas Widhölzl                                                                                | Kazuyoshi Funaki                                                             |
|                                                     | 6 lutego 1999                                       | Harrachov                                           | Čerťák                                                                | K185                                                                  | loty                                                                  | odwołany                                                                             | odwołany                                                                                        | odwołany                                                                     |
|                                                     | 7 lutego 1999                                       | Harrachov                                           | Čerťák                                                                | K185                                                                  | loty                                                                  | odwołany                                                                             | odwołany                                                                                        | odwołany                                                                     |
| 24.                                                 | 7 lutego 1999                                       | Harrachov                                           | Čerťák                                                                | K120                                                                  | [ c ]                                                                 | Janne Ahonen                                                                         | Lasse Ottesen                                                                                   | Jakub Sucháček                                                               |
| MŚ                                                  |                                                     | Ramsau/Bischofshofen                                | Mistrzostwa Świata w Narciarstwie Klasycznym 1999 19 - 28 lutego 1999 | Mistrzostwa Świata w Narciarstwie Klasycznym 1999 19 - 28 lutego 1999 | Mistrzostwa Świata w Narciarstwie Klasycznym 1999 19 - 28 lutego 1999 | Mistrzostwa Świata w Narciarstwie Klasycznym 1999 19 - 28 lutego 1999                | Mistrzostwa Świata w Narciarstwie Klasycznym 1999 19 - 28 lutego 1999                           | Mistrzostwa Świata w Narciarstwie Klasycznym 1999 19 - 28 lutego 1999        |
| 25.                                                 | 4 marca 1999                                        | Kuopio                                              | Puijo                                                                 | K120                                                                  | nocny                                                                 | Martin Schmitt                                                                       | Kazuyoshi Funaki                                                                                | Noriaki Kasai                                                                |
| 26.                                                 | 6 marca 1999                                        | Lahti                                               | Salpausselkä                                                          | K90                                                                   | TN, nocny                                                             | Kazuyoshi Funaki                                                                     | Reinhard Schwarzenberger                                                                        | Sven Hannawald                                                               |
| 27.                                                 | 9 marca 1999                                        | Trondheim                                           | Granåsen                                                              | K120                                                                  | TN, nocny                                                             | Noriaki Kasai                                                                        | Stefan Horngacher                                                                               | Masahiko Harada                                                              |
| 28.                                                 | 11 marca 1999                                       | Falun                                               | Lugnet                                                                | K115                                                                  | TN, nocny                                                             | Martin Schmitt                                                                       | Hideharu Miyahira                                                                               | Masahiko Harada                                                              |
| 29.                                                 | 14 marca 1999                                       | Oslo                                                | Holmenkollbakken                                                      | K115                                                                  | TN                                                                    | Noriaki Kasai                                                                        | Martin Schmitt                                                                                  | Kazuyoshi Funaki                                                             |
| 30.                                                 | 19 marca 1999                                       | Planica                                             | Velikanka                                                             | K185                                                                  | loty                                                                  | Martin Schmitt                                                                       | Kazuyoshi Funaki                                                                                | Christof Duffner                                                             |
| 31.                                                 | 20 marca 1999                                       | Planica                                             | Velikanka                                                             | K185                                                                  | loty                                                                  | Hideharu Miyahira                                                                    | Martin Schmitt                                                                                  | Noriaki Kasai                                                                |
| 32.                                                 | 21 marca 1999                                       | Planica                                             | Velikanka                                                             | K185                                                                  | loty                                                                  | Noriaki Kasai                                                                        | Hideharu Miyahira                                                                               | Martin Schmitt                                                               |

## Klasyfikacja generalna Pucharu Świata
| lp.  | zawodnik                 | kraj              | punkty |
| ---- | ------------------------ | ----------------- | ------ |
| 1.   | Martin Schmitt           | Niemcy            | 1753   |
| 2.   | Janne Ahonen             | Finlandia         | 1695   |
| 3.   | Noriaki Kasai            | Japonia           | 1598   |
| 4.   | Kazuyoshi Funaki         | Japonia           | 1589   |
| 5.   | Hideharu Miyahira        | Japonia           | 935    |
| 6.   | Sven Hannawald           | Niemcy            | 896    |
| 7.   | Andreas Widhölzl         | Austria           | 833    |
| 8.   | Stefan Horngacher        | Austria           | 813    |
| 9.   | Masahiko Harada          | Japonia           | 720    |
| 10.  | Dieter Thoma             | Niemcy            | 555    |
| 11.  | Tommy Ingebrigtsen       | Norwegia          | 512    |
| 12.  | Wolfgang Loitzl          | Austria           | 505    |
| 13.  | Kazuya Yoshioka          | Japonia           | 497    |
| 14.  | Nicolas Dessum           | Francja           | 454    |
| 15.  | Reinhard Schwarzenberger | Austria           | 444    |
| 16.  | Morten Ågheim            | Norwegia          | 428    |
| 17.  | Andreas Goldberger       | Austria           | 400    |
| 18.  | Martin Höllwarth         | Austria           | 385    |
| 18.  | Jakub Sucháček           | Czechy            | 385    |
| 20.  | Lasse Ottesen            | Norwegia          | 363    |
| 21.  | Christof Duffner         | Niemcy            | 359    |
| 22.  | Kristian Brenden         | Norwegia          | 344    |
| 23.  | Hiroya Saitō             | Japonia           | 261    |
| 24.  | Hansjörg Jäkle           | Niemcy            | 223    |
| 25.  | Peter Žonta              | Słowenia          | 212    |
| 26.  | Ronny Hornschuh          | Niemcy            | 197    |
| 27.  | Primož Peterka           | Słowenia          | 192    |
| 28.  | Ville Kantee             | Finlandia         | 183    |
| 29.  | Roar Ljøkelsøy           | Norwegia          | 173    |
| 30.  | Roberto Cecon            | Włochy            | 169    |
| 31.  | Christian Meyer          | Norwegia          | 168    |
| 32.  | Olav Magne Dønnem        | Norwegia          | 167    |
| 33.  | Mika Laitinen            | Finlandia         | 160    |
| 33.  | Henning Stensrud         | Norwegia          | 160    |
| 35.  | Jani Soininen            | Finlandia         | 151    |
| 36.  | Bruno Reuteler           | Szwajcaria        | 144    |
| 37.  | Alexander Herr           | Niemcy            | 141    |
| 38.  | Takanobu Okabe           | Japonia           | 102    |
| 39.  | Robert Mateja            | Polska            | 100    |
| 40.  | Kazuhiro Nakamura        | Japonia           | 96     |
| 41.  | Gerd Siegmund            | Niemcy            | 89     |
| 42.  | Sylvain Freiholz         | Szwajcaria        | 78     |
| 43.  | Risto Jussilainen        | Finlandia         | 72     |
| 44.  | Walerij Kobielew         | Rosja             | 71     |
| 45.  | Kristoffer Jåfs          | Szwecja           | 61     |
| 46.  | Adam Małysz              | Polska            | 58     |
| 47.  | Jakub Janda              | Czechy            | 48     |
| 47.  | Tami Kiuru               | Finlandia         | 48     |
| 49.  | Michal Doležal           | Czechy            | 46     |
| 50.  | Lucas Chevalier-Girod    | Francja           | 45     |
| 51.  | Roland Audenrieth        | Niemcy            | 43     |
| 51.  | Katsutoshi Chiba         | Japonia           | 43     |
| 53.  | Marco Steinauer          | Szwajcaria        | 39     |
| 54.  | Pekka Salminen           | Finlandia         | 37     |
| 55.  | Yoshikazu Norota         | Japonia           | 36     |
| 56.  | Damjan Fras              | Słowenia          | 34     |
| 57.  | Ivan Lunardi             | Włochy            | 30     |
| 58.  | Yukitaka Fukita          | Japonia           | 29     |
| 58.  | Jakub Jiroutek           | Czechy            | 29     |
| 60.  | Wilfried Eberharter      | Austria           | 28     |
| 61.  | Masayuki Satō            | Japonia           | 27     |
| 62.  | Urban Franc              | Słowenia          | 26     |
| 63.  | Yūta Watase              | Japonia           | 25     |
| 64.  | Artur Chamidulin         | Rosja             | 23     |
| 64.  | Kjell Erik Sagbakken     | Norwegia          | 23     |
| 66.  | Oddgeir Heimdal          | Norwegia          | 22     |
| 66.  | Miha Rihtar              | Słowenia          | 22     |
| 68.  | Alan Alborn              | Stany Zjednoczone | 21     |
| 69.  | Andreas Küttel           | Szwajcaria        | 18     |
| 70.  | Kazuki Nishishita        | Japonia           | 15     |
| 71.  | Hitoshi Sakurai          | Japonia           | 14     |
| 71.  | Tomáš Plný               | Czechy            | 14     |
| 73.  | Jakub Hlava              | Czechy            | 13     |
| 74.  | Rico Parpan              | Szwajcaria        | 12     |
| 75.  | Leif Frey                | Niemcy            | 11     |
| 75.  | Jaroslav Sakala          | Czechy            | 11     |
| 75.  | Jon Petter Sandaker      | Norwegia          | 11     |
| 78.  | Wojciech Skupień         | Polska            | 10     |
| 78.  | Janne Väätäinen          | Finlandia         | 10     |
| 80.  | Matej Uram               | Słowacja          | 9      |
| 80.  | Blaž Vrhovnik            | Słowenia          | 9      |
| 80.  | Kazuhiro Higashi         | Japonia           | 9      |
| 80.  | Frode Håre               | Norwegia          | 9      |
| 84.  | Tom Aage Aarnes          | Norwegia          | 8      |
| 84.  | Primož Urh-Zupan         | Słowenia          | 8      |
| 84.  | Pawieł Gajduk            | Kazachstan        | 8      |
| 87.  | Jure Radelj              | Słowenia          | 7      |
| 87.  | Frank Löffler            | Niemcy            | 7      |
| 89.  | Łukasz Kruczek           | Polska            | 6      |
| 89.  | Fabian Ebenhoch          | Austria           | 6      |
| 91.  | Bine Norčič              | Słowenia          | 5      |
| 91.  | Marius Småriset          | Norwegia          | 5      |
| 91.  | Jin’ya Nishikata         | Japonia           | 5      |
| 91.  | Jani Mylläri             | Finlandia         | 5      |
| 95.  | Falko Krismayr           | Austria           | 4      |
| 95.  | Matthias Wallner         | Austria           | 4      |
| 97.  | Jussi Hautamäki          | Finlandia         | 3      |
| 97.  | Milan Živič              | Słowenia          | 3      |
| 99.  | Martin Koch              | Austria           | 2      |
| 99.  | Karl-Heinz Dorner        | Austria           | 2      |
| 101. | Lauri Hakola             | Finlandia         | 1      |
| 101. | Matti Hautamäki          | Finlandia         | 1      |
| 101. | Robert Křenek            | Czechy            | 1      |
| 101. | Choi Yong-jik            | Korea Południowa  | 1      |
| 101. | Stanisław Filimonow      | Kazachstan        | 1      |
| 101. | Espen Bredesen           | Norwegia          | 1      |
| 101. | Jérôme Gay               | Francja           | 1      |
| 101. | Akseli Lajunen           | Finlandia         | 1      |

## Klasyfikacja generalna Pucharu Narodów
| Miejsce | Kraj             | Liczba punktów |
| ------- | ---------------- | -------------- |
| 1.      | Japonia          | 6208           |
| 2.      | Niemcy           | 4392           |
| 3.      | Austria          | 3586           |
| 4.      | Norwegia         | 2489           |
| 5.      | Finlandia        | 2457           |
| 6.      | Słowenia         | 598            |
| 7.      | Czechy           | 544            |
| 8.      | Francja          | 500            |
| 9.      | Szwajcaria       | 289            |
| 10.     | Włochy           | 199            |
| 11.     | Polska           | 174            |
| 12.     | Rosja            | 94             |
| 13.     | Szwecja          | 61             |
| 14.     | USA              | 21             |
| 15.     | Kazachstan       | 9              |
| 15.     | Słowacja         | 9              |
| 17.     | Korea Południowa | 1              |

## Liderzy klasyfikacji generalnej Pucharu Świata
Pozycja lidera Pucharu Świata należy do zawodnika, który w dotychczas rozegranych zawodach zgromadził najwięcej punktów do klasyfikacji generalnej cyklu. W przypadku równej liczby punktów, liderem Pucharu Świata jest ten zawodnik, który ma na swoim koncie więcej wygranych konkursów. W konkursie inaugurującym nowy sezon, rolę lidera przyjmuje zawodnik, który zwyciężył w poprzedniej edycji.
| Nr | Zawodnik       | Data objęcia pozycji lidera | Miasto                 | Data utraty pozycji lidera | Miasto                 | Liczba konkursów |
| -- | -------------- | --------------------------- | ---------------------- | -------------------------- | ---------------------- | ---------------- |
| 1. | Primož Peterka | Triumfator PŚ 1997/98       | Triumfator PŚ 1997/98  | 28 listopada 1998          | Lillehammer            | 1                |
| 2. | Martin Schmitt | 28 listopada 1998           | Lillehammer            | 20 grudnia 1998            | Harrachov              | 7                |
| 3. | Janne Ahonen   | 20 grudnia 1998             | Harrachov              | 1 stycznia 1999            | Garmisch-Partenkirchen | 2                |
| 4. | Martin Schmitt | 1 stycznia 1999             | Garmisch-Partenkirchen | 3 stycznia 1999            | Innsbruck              | 1                |
| 5. | Janne Ahonen   | 3 stycznia 1999             | Innsbruck              | 20 marca 1999              | Planica                | 17               |
| 6. | Martin Schmitt | 20 marca 1999               | Planica                | Triumfator PŚ 1998/99      | Triumfator PŚ 1998/99  | 1                |